# Енґельберт Кемпфер
Енґельберт Кемпфер (нім. Engelbert Kaempfer; 16 вересня 1651 – 2 листопада 1716) — німецький натураліст, лікар, дослідник і письменник, відомий своїми подорожами Персією, Індією, Південно-Східною Азією та Японією між 1683 та 1693 роками.
Про свої подорожі написав дві книги. Amoenitatum exoticarum, опублікований в 1712 році, важливий завдяки своїм медичним спостереженням і першому розгорнутому опису японських рослин (Flora Japonica). Його Історія Японії, опублікована посмертно в 1727 році, була головним джерелом західних знань про країну протягом 18-го і середини 19-го століть, коли Японія була закрита для іноземців.

## Раннє життя
Кемпфер народився в Лемго в князівстві Ліппе в Священній Римській імперії. Його батько був пастором, а мати допомагала підтримувати конгрегацію. Навчався в Гамельні, Люнебурзі, Гамбурзі, Любеку та Данцігу (Гданськ), а після закінчення навчання в Кракові чотири роки провів у Кенігсберзі в Пруссії, вивчаючи медицину та природознавство.

## Подорожі та навчання

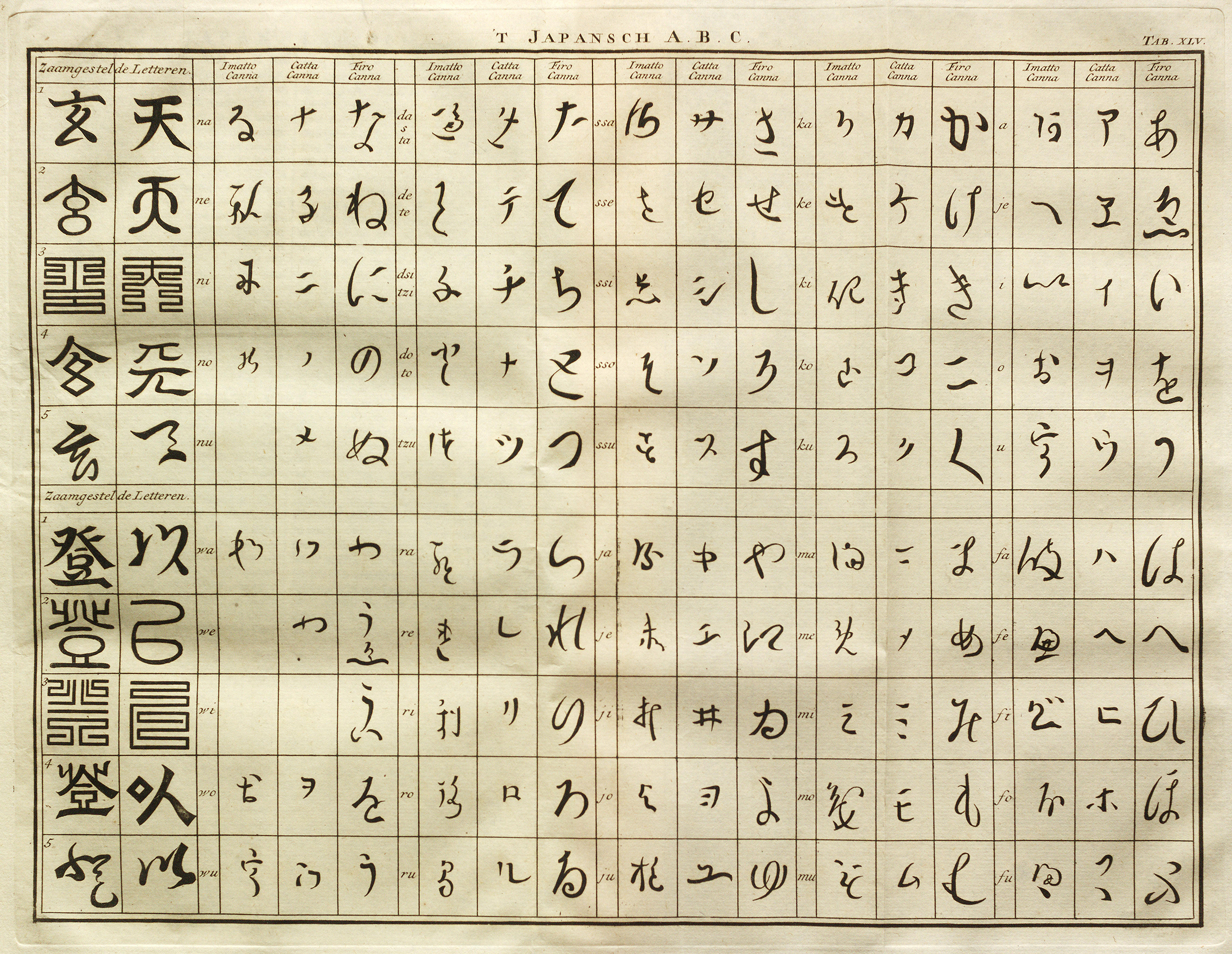
«⁣Японська абетка⁣» (Енгельберт Кемпфер: «De Beschryving van Japan», 1729)

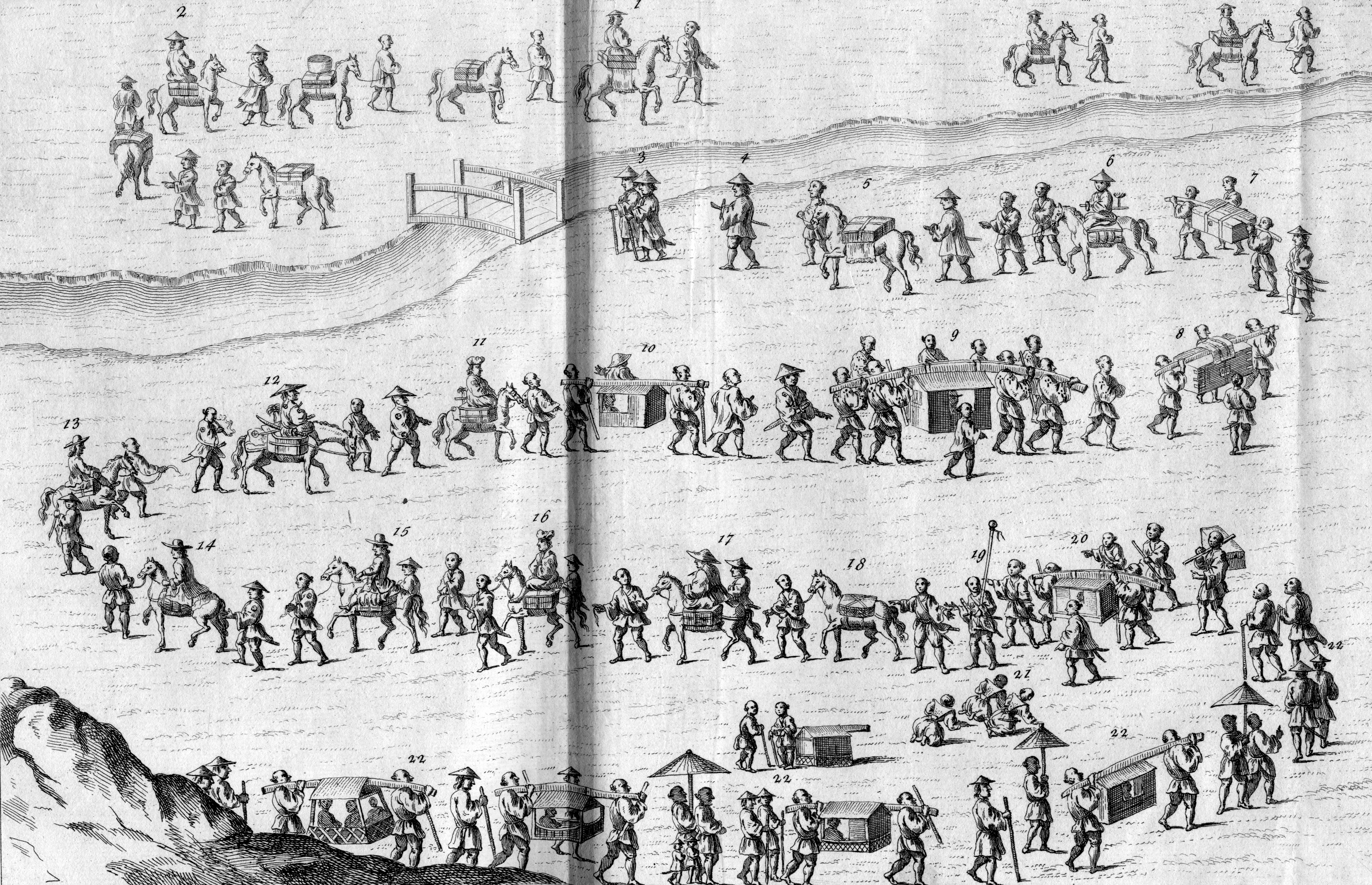
Придворна подорож до сьогуна Японії в 1691 році (Енгельберт Кемпфер: «De Beschryving van Japan», 1729)

### Персія
У 1681 році Кемпфер відвідав Уппсалу в Швеції, де йому запропонували оселитися. Аби втамувати своє бажання подорожувати за кордон він погодився стати секретарем другого посольства шведського посла Людвіга Фабриція, якого Карл XI відправив через Росію до Персії в 1683 році. Нотатки про подорож Кемпфера з цим посольством пізніше були опубліковані. Він досяг Персії через Москву, Казань та Астрахань, висадившись у Нізабаді «в Ширвані» (фактично зараз в Азербайджані) після плавання Каспійським морем. З міста Шемахи в Ширвані він здійснив експедицію на Бакинський півострів й таким чином став одним з перших сучасних науковців, які відвідали «поля вічного вогню» навколо Баку. У 1684 році Кемпфер прибув до Ісфахану, тодішньої перської столиці.
Коли після понад року перебування шведське посольство готувалося повернутись на батьківщину, Кемпфер приєднався до флоту Голландської Ост-Індської компанії (VOC) у Перській затоці як головний хірург. Незважаючи на лихоманку в Бандер-Аббасі, він побачив частково Аравію (відвідав Маскат у 1688 році) і велику частину західного узбережжя Індії.

### Сіам і Японія
У вересні 1689 року Кемпфер досяг Батавії. Наступну зиму він провів, вивчаючи природознавство Яви. У травні 1690 року він вирушив до Японії як лікар у торговому представництві в Нагасакі. По дорозі до Японії судно, на якому він плив, заходило до Сіаму, столицю якого він відвідав. Він записав свою зустріч з Косою Паном, сіамським міністром і колишнім послом у Франції. У вересні 1690 року Кемпфер прибув до Нагасакі, єдиного японського порту, який тоді був відкритий для голландських і китайських суден.
У Японії Кемпфер пробув два роки, за цей час він двічі відвідав Едо і сьогуна Токугава Цунайоші. Він провів широкі дослідження місцевих рослин, багато з яких були опубліковані в його «Flora Japonica» (частина Amoenitatum Exoticarum). Відвідуючи буддійських ченців у Нагасакі в лютому 1691 року, він став першим західним вченим, який описав дерево гінкго білоба. Кемпфер привіз трохи насіння гінкго, які були посаджені в ботанічному саду в Утрехті. Дерева дожили до 21 століття. (Є припущення, що «незручне» написання «–k g o» є помилкою Кемпфера у своїх нотатках, точнішою романізацією була б «Гінджо» або «Гінкіо»).
Кемпфер також збирав матеріали та інформацію про японську акупунктуру та припалювання. Значний вплив на рецепцію далекосхідної медицини в Європі 18 століття мав його трактат про лікування кольок (японською сенкі) за допомогою голок і його презентація японського «дзеркала Мокса».
У своїх посмертно опублікованих нотатках про Японію Кемпфер намагається привести свої ретельні спостереження з бажанням узгодити їх з тогочасними європейськими уявленнями про Азію. Він стверджує, що японці мають окреме етнічне походження від китайців і походять безпосередньо від будівельників Вавилонської вежі. Таким чином він пов'язує синтоїзм з вавилонською релігією. Водночас він був одним із перших європейців, які вважали, що в Японії є різноманітність релігій, а не одна релігія, яка відповідає етнонаціональній ідентичності.
Під час перебування в Японії тактовність, дипломатичність і медична майстерність Кемпфера допомогли йому подолати культурний бар'єр японців та їхню традиційну стриманість щодо іноземців. Таким чином Кемпферу вдалося добути багато цінної інформації. Врешті в листопаді 1692 року він виїхав з Японії на Яву.

### Повернення до Європи
1695 року, після дванадцяти років перебування за кордоном, Кемпфер повернувся до Європи, висадившись в Амстердамі. Він отримав ступінь доктора медицини в Лейденського університету в Нідерландах. Кемпфер оселився у своєму рідному місті Лемго, де став лікарем графа Ліппе. У Німеччині він видав книгу Amoenitatum exoticarum (Lemgo 1712). Серед багатьох інших японських рослин він включив ілюстрацію камелії та представив 23 її різновиди. Він здобув відомість своїми описами електричного вугра та гієни. Це був перший науковий опис гієни (про яку до того часу з давнини «повідомляли» лише заплутані й відверто вигадані речі), і Лінней широко використовував його. Можна стверджувати, що сучасна зоологічна назва смугастої гієни, Hyaena hyaena Linnaeus, могла або повинна включати назву Кемпфер відповідно до традиції таксономічного іменування на основі того, хто описав щось першим. Інші праці Кемпфера також здобули високу оцінку Ліннея, зокрема його систематичний опис чаю, а також інші його праці про японські рослини, а сам Лінней перейняв деякі назви рослин Кемпфера, наприклад гінкго. У 1716 році Кемпфер помер у Лемго. Більшість його рукописів і багато предметів з його колекції зберігаються в Британській бібліотеці та Британському музеї. Праці Кемпфера про Японію мали глибокий вплив на європейські та німецькі дослідження Східної Азії, кульмінацією яких стали дослідження Філіпа Франца фон Зібольда.

## Рукописи

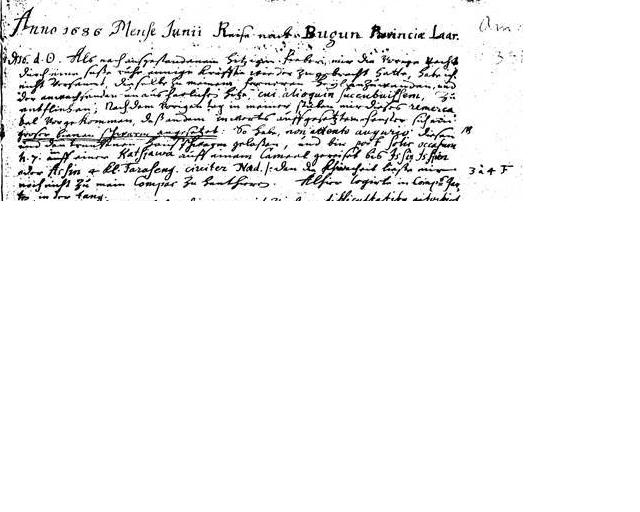
Рукопис Енгельберта Кемпфера, Британська бібліотека, Sloane MS 2912

Після смерті Кемпфера його переважно неопубліковані рукописи були придбані сером Гансом Слоуном через придворного лікаря Георга I Йоганна Георга Штайгерталя і передані до Англії. Серед них була «Історія Японії», перекладена з рукопису англійською мовою бібліотекарем Слоуна Джоном Гаспаром Шойхцером (1702—1729). Вперше ця праця була опублікована в Лондоні, у 2-х томах, у 1727 році. Німецький оригінал (Heutiges Japan, Японія сьогодні) так і не був опублікований; збережена німецька версія була перекладена з англійської. Крім історії Японії, ця книга містить опис політичного, соціального та фізичного стану країни в 17 столітті. Понад сто років, коли Японія була закрита для іноземців, згадана праця була головним джерелом інформації для широкого читача. У додатку до Історії Японії подано біографію автора. Оригінальні рукописи Кемпфера зберігаються у Британській бібліотеці.
Більшість з них були опубліковані починаючи з 2001 року: Engelbert Kaempfer, Werke. Kritische Ausgabe Kritische Ausgabe in Einzelbänden. Herausgegeben von Detlef Haberland, Wolfgang Michel, Elisabeth Gössmann.
- Vol 1/1 Engelbert Kaempfer: Heutiges Japan. Herausgegeben von Wolfgang Michel und Barend J. Terwiel. 2001.[xiv, 779 pp., 93 ills. Transliteration of EKs manuscript, British Library London, Ms Sl 3060, reproduction of drawings, index]
- Vol 1/2 Engelbert Kaempfer: Heutiges Japan. Herausgegeben von Wolfgang Michel und Barend J. Terwiel. 2001 [vii, 828 pp., 56 ills.] [Extensive commentary by Michel on Kaempfer's manuscript and drawings, Japanese and Western coworkers, Kaempfer's research context, his Japanese collection etc. including a bibliography] ISBN 3-89129-931-1
- Vol 2 Briefe 1683—1715. München: Iudicium Verl., 2001. ISBN 3-89129-932-X ["Letters 1683—1715"]
- Vol 3 Zeichnungen japanischer Pflanzen. München: Iudicum Verl., 2003. ISBN 3-89129-933-8 ["Drawings of Japanese plants"]
- Vol 4 Engelbert Kaempfer in Siam. München: Iudicum Verl., 2003. — ISBN 3-89129-934-6 ["Kaempfer in Siam"]
- Vol 5 Notitiae Malabaricae. München: Iudicum Verl., 2003. ISBN 3-89129-935-4 ["Notes on Malabar": on the southern India region, known as South Kerala]
- Vol 6 Russlandtagebuch 1683. München: Iudicum Verl., 2003. ISBN 3-89129-936-2 ["Russia diary 1683"]

## Праці Кемпфера

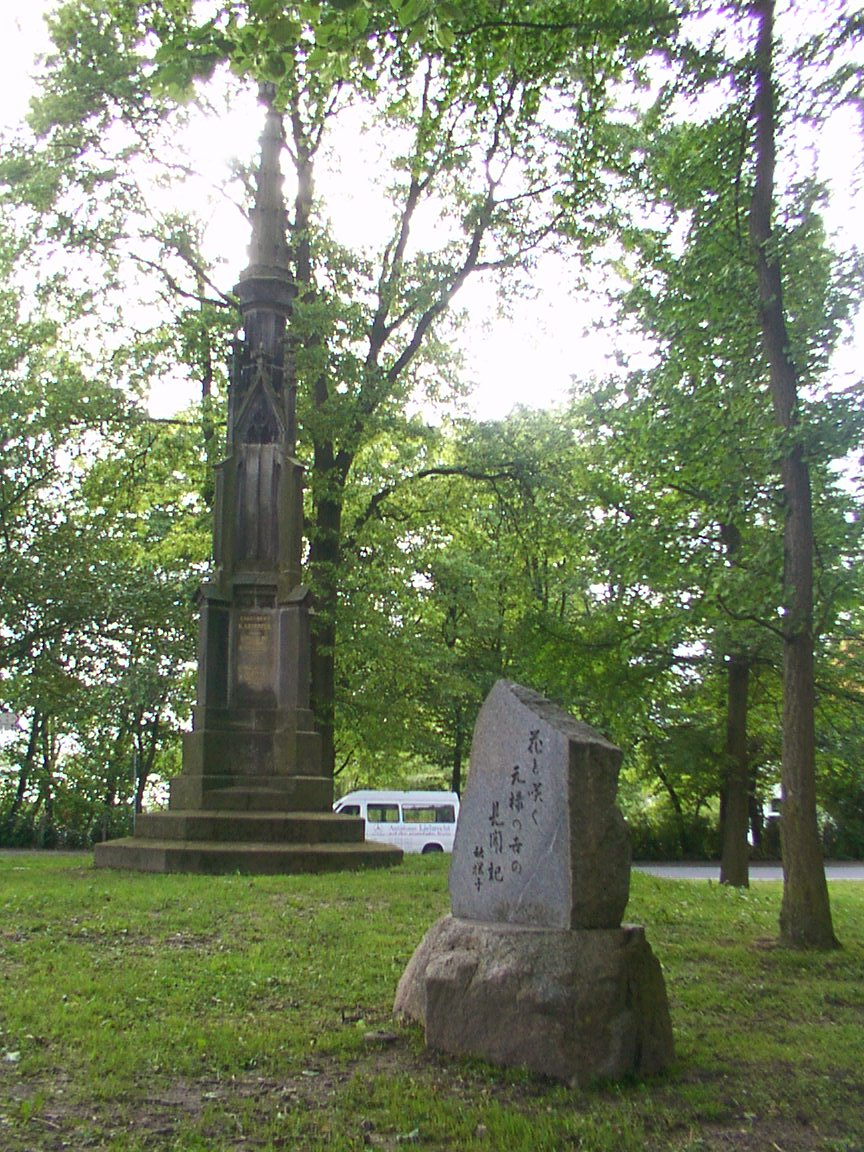
Пам'ятник Кемпферу, встановлений в Лемго в 1867 році

- Exercitatio politica de Majestatis divisione in realem et personalem, quam […] in celeberr. Gedanensium Athenaei Auditorio Maximo Valedictionis loco publice ventilendam proponit Engelbertus Kämpffer Lemgovia-Westphalus Anno MDCLXXIII [= 1673] d. 8. Junii h. mat. Dantisci [= Danzig], Impr. David Fridericus Rhetius.
- Disputatio Medica Inauguralis Exhibens Decadem Observationum Exoticarum, quam […] pro gradu doctoratus […] publico examini subjicit Engelbert Kempfer, L. L. Westph. ad diem 22. Aprilis […] Lugduni Batavorum [= Leiden], apud Abrahanum Elzevier, Academiae Typographum. MDCXCIV [= 1694].
- Amoenitatum exoticarum politico-physico-medicarum Fasciculi V [= quinque], Quibus continentur Variae Relationes, Observationes et Descriptiones Rerum persicarum & [= et] ulterioris Asiae, multâ attentione, in peregrinationibus per universum Orientum, collectae, ab Auctore Engelberto Kaempfero, D. Lemgoviae [= Lemgo], Typis & Impensis Henrici Wilhelmi Meyeri, Aulae Lippiacae Typographi, 1712 (Google, biodiversitylibrary.org)
- The History of Japan, giving an Account of the ancient and present State and Government of that Empire; of Its Temples, Palaces, Castles and other Buildings; of Its Metals, Minerals, Trees, Plants, Animals, Birds and Fishes; of The Chronology and Succession of the Emperors, Ecclesiastical and Secular; of The Original Descent, Religions, Customs, and Manufactures of the Natives, and of their Trade and Commerce with the Dutch and Chinese. Together with a Description of the Kingdom of Siam. Written in High-Dutch [= Hochdeutsch — High German] by Engelbertus Kaempfer, M. D. Physician to the Dutch Embassy to the Emperor's Court; and translated from his Original Manuscript, never before printed, by J. G. Scheuchzer, F. R. S. and a Member of the College of Physicians, London. With the Life of the Author, and an Introduction. Illustrated with many Copperplates. Vol. I/II. London: Printed for the Translator, MDCCXXVII [= 1727].
- De Beschryving van Japan, behelsende een Verhaal van den ouden en tegenwoordigen Staat en Regeering van dat Ryk, van deszelfs Tempels, Paleysen, Kasteelen en andere Gebouwen; van deszelfs Metalen, Mineralen, Boomen, Planten, Dieren, Vogelen en Visschen. Van de Tydrekening, en Opvolging van de Geestelyke en Wereldlyke Keyzers. Van de Oorsprondelyke Afstamming, Godsdiensten, Gewoonten en Handwerkselen der Inboorllingen, en van hunnen Koophandel met de Nederlanders en de Chineesen. Benevens eene Beschryving van het Koningryk Siam. In 't Hoogduytsch beschreven door Engelbert Kaempfer, M. D. Geneesherr van het Hollandsche Gezantschap na 't Hof van den Keyzer, Uyt het oorspronkelyk Hoogduytsch Handschrift, nooit te vooren gedrukt, in het Engelsch overgezet, door J. G. Scheuchzer, Lidt van de Koninklyke Maatschappy, en van die der Geneesheeren in London. Die daar by gevoegt heeft het Leven van den Schryver. Voorzien met kunstige Kopere Platen, onder het opzicht van den Ridder Hans Sloane uytgegeven, en uyt het Engelsch in 't Nederduytsch vertaalt. MDCCXXIX [= 1729].
- Engelbert Kämpfers Weyl. D. M. und Hochgräfl. Lippischen Leibmedikus Geschichte und Beschreibung von Japan. Aus den Originalhandschriften des Verfassers herausgegeben von Christian Wilhelm Dohm [...]. Erster Band. Mit Kupfern und Charten. Lemgo, im Verlage der Meyerschen Buchhandlung, 1777; Zweiter und lezter Band. Mit Kupfern und Charten. Lemgo, im Verlage der Meyerschen Buchhandlung, 1779.
- Icones selectae plantarum quas in Japonia collegit et delineavit Engelbertus Kaempfer (лат.). London. 1791.
- Engelbert Kaempfer: 1651 – 1716. Seltsames Asien (Amoenitates Exoticae). In Auswahl übersetzt von Karl Meier-Lemgo, Detmold 1933
- «Engelbert Kaempfer: Am Hofe des persischen Großkönigs (1684—1685)», Ed. Walther Hinz, Stuttgart 1984.
- Engelbert Kaempfer: Der 5. Faszikel der «Amoenitates Exoticae» — die japanische Pflanzenkunde. Herausgegeben und kommentiert von Brigitte Hoppe und Wolfgang Michel-Zaitsu. Hildesheim/Zuerich/New York: Olms-Weidmann, 2019.

### Історія Японії Кемпфера онлайн
- Kaempfer, Engelbert. (1727). The history of Japan: giving an account of the ancient and present state and government of that empire … of the chronology and succession of the emperors … together with a description of the kingdom of Siam (translated by John Gaspar Scheuchzer). London: printed for the translator. OCLC 234194789
  - Kaempfer, Engelbert. (1906) The History of Japan: Together with a Description of the Kingdom of Siam, 1690–92, Vol I. London: J. MacLehose and sons. OCLC 5174460
  - Kaempfer, Engelbert. (1906) The History of Japan: Together with a Description of the Kingdom of Siam, 1690–92, Vol II. [Архівовано 26 травня 2022 у Wayback Machine.] London: J. MacLehose and sons. OCLC 5174460
  - Kaempfer, Engelbert. (1906) The History of Japan: Together with a Description of the Kingdom of Siam, 1690–92, Vol III. [Архівовано 23 травня 2022 у Wayback Machine.] London: J. MacLehose and sons. OCLC 5174460